# Conferencia Oeste (LNBP)
La Conferencia Oeste, más conocida como Zona Oeste, es una de las 2 divisiones geográficas de equipos que forman parte de la Liga Nacional de Baloncesto Profesional (LNBP) de México. En la actualidad está integrada por 9 equipos, cuyas sedes se encuentran geográficamente al Oeste del país de entre los 17 equipos que forman parte de la liga.

## Historia
Anteriormente conocida como Zona Sur, fue creada junto con la Zona Norte, para la temporada 2004, debido a la cantidad y distribución, a lo largo del país, de equipos que conformaban la liga; este formato continuó hasta la temporada 2008-2009. Después de 10 años, se retomó el formato de división por zonas para la temporada 2018-2019 de la LNBP. En cada zona un equipo resulta campeón de esta y se enfrenta al campeón de la otra zona en una serie final, de la que sale el campeón absoluto de la liga.

## Equipos

### Temporada 2019-2020
| Zona Oeste                       |                                  |               |                                         |           |                      |
| Equipo                           | Ciudad                           | 1.ª Temporada | Estadio                                 | Capacidad | Entrenador           |
| Abejas de León                   | León, Guanajuato                 | 2009-2010     | Domo de la Feria                        | 4,463     | José Martínez        |
| Aguacateros de Michoacán         | Morelia, Michoacán               | 2017-2018     | Auditorio de Usos Múltiples de la UMSNH | 3,500     | Nicolás Casalánguida |
| Ángeles de Puebla                | Puebla, Puebla                   | 2007-2008     | Gimnasio "Miguel Hidalgo"               | 4,000     | Israel Zermeño       |
| Astros de Jalisco                | Guadalajara, Jalisco             | 2019-2020     | Arena Astros                            | 4,000     | Rafael “Pachy” Cruz  |
| Capitanes de la Ciudad de México | Ciudad de México                 | 2017-2018     | Gimnasio Olímpico Juan de la Barrera    | 5,242     | Ramón Díaz           |
| Libertadores de Querétaro        | Querétaro, Querétaro             | 2009-2010     | Auditorio General Arteaga               | 4,138     | Carlos González      |
| Panteras de Aguascalientes       | Aguascalientes, Aguascalientes   | 2003          | Gimnasio "Hermanos Carreón"             | 3,000     | Manolo Cintrón       |
| Santos de San Luis               | San Luis Potosí, San Luis Potosí | 2003          | Auditorio Miguel Barragán               | 3,400     | Andrés Contreras     |
| Soles de Mexicali                | Mexicali, Baja California        | 2005          | Auditorio PSF                           | 4,426     | Iván Déniz           |

### Temporada 2020
| Zona Oeste                 |                                |               |                                         |           |                      |
| Equipo                     | Ciudad                         | 1.ª Temporada | Estadio                                 | Capacidad | Entrenador           |
| Abejas de León             | León, Guanajuato               | 2009-2010     | Domo de la Feria                        | 4,463     | Marcelo Roig         |
| Aguacateros de Michoacán   | Morelia, Michoacán             | 2017-2018     | Auditorio de Usos Múltiples de la UMSNH | 3,500     | Nicolás Casalánguida |
| Astros de Jalisco          | Guadalajara, Jalisco           | 2019-2020     | Arena Astros                            | 4,000     | Sergio Valdeolmillos |
| Libertadores de Querétaro  | Querétaro, Querétaro           | 2009-2010     | Auditorio General Arteaga               | 4,138     | Omar Quintero        |
| Panteras de Aguascalientes | Aguascalientes, Aguascalientes | 2003          | Gimnasio "Hermanos Carreón"             | 3,000     | Manolo Cintrón       |
| Soles de Mexicali          | Mexicali, Baja California      | 2005          | Auditorio PSF                           | 4,426     | Iván Déniz           |

### Temporada 2021
| Zona Oeste                 |                      |                                |               |                                      |           |
| Equipo                     | Entrenador           | Ciudad                         | Miembro desde | Pabellón                             | Capacidad |
| Abejas de León             | Pablo García         | León, Guanajuato               | 2009-2010     | Domo de la Feria                     | 4,460     |
| Astros de Jalisco          | Sergio Valdeolmillos | Guadalajara, Jalisco           | 2019-2020     | Arena Astros                         | 4,000     |
| Libertadores de Querétaro  | Omar Quintero        | Querétaro, Querétaro           | 2009-2010     | Auditorio General José María Arteaga | 4,140     |
| Panteras de Aguascalientes | Sebastián Ginóbili   | Aguascalientes, Aguascalientes | 2003          | Gimnasio "Hermanos Carreón"          | 3,000     |
| Soles de Mexicali          | Iván Déniz           | Tijuana, Baja California       | 2005          | Auditorio Academia Zonkeys           | 3,000     |